# Emil L. Post
Emil L. Post, född den 11 februari 1897 i den polska staden Augustów i det ryska kejsardömet, död den 21 april 1954 i USA, var en amerikansk logiker och matematiker. Post, som var av judisk börd, gjorde betydande insatser inom områdena formella logiska system, abstrakt algebra och generella rekursiva funktioner.
Post studerade vid Columbiauniversitetet och vid Princeton. Han blev 1920 den förste, som gav ett fullständigt och generellt bevis för tillräckligheten av de två konnektiven {~, V}, icke och eller, definierade i Principia Mathematica. Post var samma år även den förste att ge ett bevis för konsistensen av det formaliserade satslogiska systemet i Principia Mathematica. Han visade att alla teorem i systemet är tautologier. Nyckeln till beviset är idén att det finns en egenskap, som är gemensam för varje axiom i systemet och som bevaras av dess slutledningsregler, en idé som ursprungligen lanserades av David Hilbert. 
Post visade även att ett formellt satslogiskt system är semantiskt fullständigt, det vill säga att varje tautologi i systemet även är ett teorem i detta. Posts bevis klargör inte endast om en formel är en tautologi utan anger även en metod för hur ett bevis för denna kan konstrueras.
Bland Posts arbeten märks bland andra Introduction to a general theory of elementary propositions, i American Journal of Mathematics, volume 43, 1921.